# Bundesstraße
Bundesstraße er den tyske betegnelse for nationale hovedveje forkortet med bogstavet B, og svarer til de danske primærruter. I Østrig refererer Bundesstraße til motorveje.

## Tyskland
Det tyske netværk af Bundesstraßen har en længe på 40.000 km. De er markeret med
er rektangulært gult skilt med sorte numre.
De tyske Bundesstraßen har i almindelighed en hastighedsgrænse på 100 km/t. men kan være højere på udbyggede strækninger.

## Østrig
I modsætning til Tyskland refererer Bundesstraße i Østrig til de østrigske motorveje Bundesstraßen A og veje med begrænset adgang Schnellstraßen, Bundesstraßen S.
De regionale hovedveje Landesstraßen kaldes dog
i daglig tale også Bundesstraßen og markeres som i Tyskland med bogstavet B , men her på et blåt skil med hvide tal.